# Albião
Na mitologia grega, Alebião ou Albião (Em grego antigo: Ἀλεβίων ou Ἀλβίων) foi um dos filhos de Poseidon e Anfitrite que junto de seu irmão Dercino (também chamado de Bergione), atacaram Hércules quando este passava por seu país, Ligúria, com o gado de Gerion.  Ambos os irmãos foram mortos por Hércules.  O escoliasta de Licofrão chama o irmão de Albião de Ligis.  A história é também citada por Higino e Dionísio.